# Steve White (saxofonist)
Steve White, geboren als Stephen Gaylord Goorabian, (Fresno, 20 november 1925 - Burbank, 21 december 2005) was een Amerikaans jazz-saxofonist (tenor en bariton) en klarinettist. Hij speelde onder meer cool jazz en bop.
White was de zoon van saxofonist Stephen Goorabian, die onder meer in het orkest van Jimmy Dorsey speelde en als artiestenachternaam 'White' had aangenomen. Steve White speelde eind jaren veertig in de bigband van Tom Albert (naast o.m. Art Pepper). In de jaren vijftig nam hij als leider van een eigen groep verschillende albums op, met onder meer zijn vriend Harry Babasin, pianist Jimmy Rowles en trombonist Herbie Harper.

## Discografie (selectie)
als leider
- Virgil Gonsalves/Steve White, Jazz in Hollywood Series, 1954 (Original Jazz Classics)
- Steve White, Jazz in Hollywood Series, 1954 (Original Jazz Classics)
- Jazz Mad: The Unpredictable Steve White, Liberty Records, 1955

- Library of Congress Control Number: no2005019038
- Virtual International Authority File: 48955427
- WorldCat: E39PBJpdPRVTwm34dBb4DkwV4q